# Dicranolasma pauper
Dicranolasma pauper is een hooiwagen uit de familie Dicranolasmatidae.